# Odrodzenie

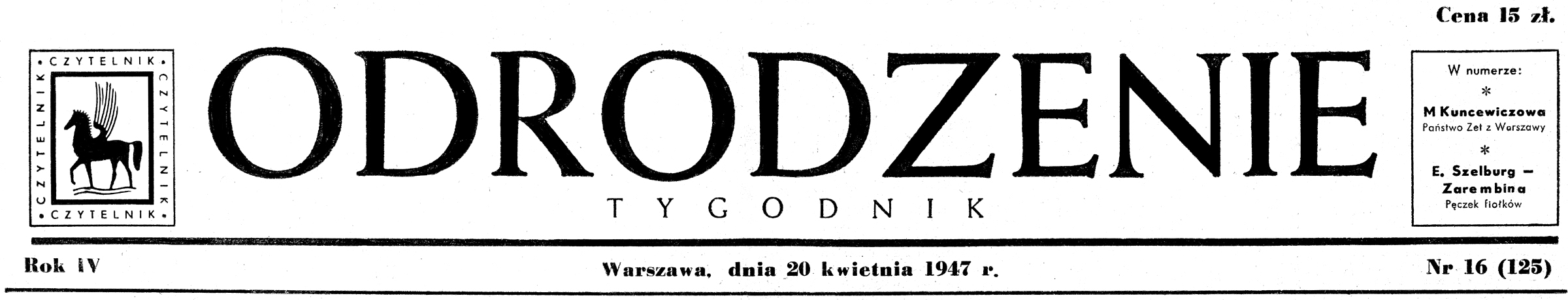
Titelkopf einer Ausgabe von 1947

Odrodzenie (polnisch für: Wiedergeburt) war eine polnische literarische Wochenschrift. Sie erschien 1944 in Lublin, 1945–1947 in Krakau und 1947–1950 in Warschau. Der erste Herausgeber war Karol Kuryluk, ihm folgte ab 1948 Jerzy Borejsza. Als erste Literaturzeitschrift nach Ende des Zweiten Weltkriegs trug sie zur Erneuerung der polnischen Literatur bei und sammelte viele bedeutende Autoren um sich, z. B. die Schriftsteller Jerzy Andrzejewski, Tadeusz Borowski, Kazimierz Brandys, Tadeusz Breza, Konstanty Ildefons Gałczyński, Jan Parandowski, Jerzy Putrament und Julian Przyboś sowie die Literaturtheoretiker Julian Krzyżanowski, Juliusz Kleiner, Jan Kott, Artur Sandauer und Kazimierz Wyka. 1950 wurde sie mit der Literaturzeitschrift Kuźnica unter dem Titel Nowa Kultura zusammengelegt, diese Zeitschrift existierte dann bis 1963.

## Quelle
- Otto Mallek: Odrodzenie. In: Herbert Greiner-Mai (Hg.): Kleines Wörterbuch der Weltliteratur. VEB Bibliographisches Institut Leipzig 1983. S. 207.